# Alatuncusiodes korytkowskii
Alatuncusiodes korytkowskii là một loài bướm đêm trong họ Crambidae.